# Scraptia tonkinea
Scraptia tonkinea là một loài bọ cánh cứng trong họ Scraptiidae. Loài này được Pic miêu tả khoa học năm 1923.